# Ambassade de Corée du Nord au Royaume-Uni
L'ambassade de Corée du Nord au Royaume-Uni (en coréen : 주 영국 조선 민주주의 인민 공화국의 대사관, Chu Yŏngguk Chosŏn Minjujuŭi Inmin Konghwaguk Daesagwan) est la représentation diplomatique de la république populaire démocratique de Corée sur le territoire britannique. Elle se trouve dans un pavillon situé au numéro 73 Gunnersbury Avenue, dans le quartier de Gunnersbury, dans l'ouest de Londres. C'est l'une des seules ambassades de Londres à être éloignée des quartiers diplomatiques et économiques de la ville ; c'est par ailleurs l'ambassade londonienne située la plus à l'ouest.

## Histoire
La propriété du 73 Gunnersbury Avenue, située à une vingtaine de minutes de l'aéroport d'Heathrow, est achetée en 2003 par le gouvernement nord-coréen pour la somme de 1,3 million de livres sterling. En novembre 2014, une exposition d'art organisée par l'atelier Mansudae a lieu dans les locaux de l'ambassade, afin d'honorer la venue de quatre artistes nord-coréens à Londres : Jon Pyong Jin, Kim Hun, Ho Jae Song et Hong Song Il,. Y étaient notamment exposés des scènes de la vie quotidienne londonienne ainsi que des portraits de dictateurs nord-coréens.